# Coupe d'Allemagne de football 2013-2014
Navigation
Édition précédente Édition suivante
La Coupe d'Allemagne de football 2013-2014 est la 71e édition de la Coupe d'Allemagne de football (DFB-Pokal) dont le tenant du titre est le Bayern Munich.
Le vainqueur reçoit une place pour la phase de groupes de la Ligue Europa 2014-2015, dans la mesure où il n'est pas qualifié pour la Ligue des champions par l'intermédiaire des 3 premières places du championnat. Dans ce cas, la place reviendrait au finaliste perdant, et si le cas se répète, elle reviendrait au championnat.
La finale a lieu le 17 mai 2014 à l'Olympiastadion Berlin et est remportée 2-0 par le Bayern Munich face au Borussia Dortmund avec deux buts dans les prolongations.

## Clubs participants
Les soixante-quatre participants sont présents en fonction de différents critères :
| Bundesliga les 18 clubs de la saison 2012-2013 | 2. Bundesliga 17 des 18 clubs de la saison 2012-2013 | 3. Liga le top 4 de la saison 2012-2013 |
| --- | --- | --- |
| - FC Augsburg - SV Werder Bremen - Borussia Dortmund - Fortuna Düsseldorf - Eintracht Frankfurt - SC Freiburg - SpVgg Greuther Fürth - Hamburger SV - Hannover 96 - TSG 1899 Hoffenheim - Bayer 04 Leverkusen - 1. FSV Mainz 05 - Borussia Mönchengladbach - FC Bayern Munich - 1. FC Nürnberg - FC Schalke 04 - VfB Stuttgart - VfL Wolfsburg | - VfR Aalen - FC Erzgebirge Aue - 1. FC Union Berlin - VfL Bochum - Eintracht Braunschweig - FC Energie Cottbus - Dynamo Dresden - MSV Duisburg - FSV Frankfurt - Hertha BSC - FC Ingolstadt 04 - 1. FC Kaiserslautern - 1. FC Köln - TSV 1860 Munich - SC Paderborn 07 - SSV Jahn Regensburg - SV Sandhausen - FC St. Pauli | - Arminia Bielefeld - Karlsruher SC - Preußen Münster - VfL Osnabrück |
| Gagnants des 21 coupes régionales | | |
| - Baden FC Nöttingen - Bayern TSV 1860 Rosenheim (CW) FV Illertissen - Berlin Berliner FC Dynamo - Brandenburg Optik Rathenow - Bremen SG Aumund-Vegesack - Hamburg SC Victoria Hamburg - Hessen Darmstadt 98 | - Niederrhein Sportfreunde Baumberg - Niedersachsen SV Wilhelmshaven BSV Schwarz-Weiß Rehden - Mecklenburg-Vorpommern TSG Neustrelitz - Mittelrhein Fortuna Köln - Rheinland Eintracht Trier - Saarland 1. FC Saarbrücken - Sachsen RB Leipzig                                                                               | - Sachsen-Anhalt 1. FC Magdeburg - Schleswig-Holstein VfR Neumünster - Südbaden Bahlinger SC - Südwest TSG Pfeddersheim - Thüringen SV Schott Jena - Westfalen SV Lippstadt SC Wiedenbrück - Württemberg 1. FC Heidenheim Neckarsulmer SU |

1. ↑  Le Dynamo Dresden est banni de la compétition en raison d'incidents impliquant ses supporters lors de la DFB-Pokal 2012-2013.
2. ↑  Les fédérations régionales avec le plus grand nombre d'équipes envoient chacune deux représentants (Bavière, Basse-Saxe et Westphalie). Les autres ligues envoient les équipes ayant remporté leurs coupes régionales respectives. En raison de l'exclusion du Dynamo Dresden, la fédération du Wurtemberg envoie également une équipe supplémentaire[1].

## Calendrier
|   | Tour                | Dates retenues       |
| 1 | 1er tour            | 2-5 août 2013        |
| 2 | 2e tour             | 24-25 septembre 2013 |
| 3 | Huitièmes de finale | 3-4 décembre 2013    |
| 4 | Quarts de finale    | 11-12 février 2014   |
| 5 | Demi-finales        | 15-16 avril 2014     |
| 6 | Finale              | 17 mai 2014          |

## Premier tour
Les résultats du premier tour
| Date           | Domicile                 | Extérieur                | Score                        |
| -------------- | ------------------------ | ------------------------ | ---------------------------- |
| 02 - 08 - 2013 | VfL Osnabrück            | Erzgebirge Aue           | 3 - 0                        |
| 02 - 08 - 2013 | 1. FC Heidenheim         | TSV 1860 Munich          | 1 - 1 (a.p.) (t.a.b. 3 - 4)  |
| 02 - 08 - 2013 | RB Leipzig               | FC Augsbourg             | 0 - 2                        |
| 03 - 08 - 2013 | SF Baumberg              | FC Ingolstadt            | 1 - 4                        |
| 03 - 08 - 2013 | SG Aumund-Vegesack       | 1899 Hoffenheim          | 0 - 9                        |
| 03 - 08 - 2013 | Neckarsulmer Sport-Union | 1. FC Kaiserslautern     | 0 - 7                        |
| 03 - 08 - 2013 | SV Lippstadt 08          | Bayer Leverkusen         | 1 - 6                        |
| 03 - 08 - 2013 | Fortuna Cologne          | 1. FSV Mayence 05        | 1 - 2                        |
| 03 - 08 - 2013 | TSG Neustrelitz          | SC Fribourg              | 0 - 2 (a.p.)                 |
| 03 - 08 - 2013 | 1. FC Magdeburg          | Energie Cottbus          | 0 - 1                        |
| 03 - 08 - 2013 | SV Wilhelmshaven         | Borussia Dortmund        | 0 - 3                        |
| 03 - 08 - 2013 | Bahlinger SC             | VfL Bochum               | 1 - 3                        |
| 03 - 08 - 2013 | TSV 1860 Rosenheim       | VfR Aalen                | 0 - 2                        |
| 03 - 08 - 2013 | Eintracht Trier          | 1. FC Cologne            | 0 - 2                        |
| 03 - 08 - 2013 | Karlsruher SC            | VfL Wolfsbourg           | 1 - 3                        |
| 04 - 08 - 2013 | TSG Pfeddersheim         | SpVgg Greuther Fürth     | 0 - 2                        |
| 04 - 08 - 2013 | 1. FC Saarbrücken        | Werder Brême             | 3 - 1 (a.p.)                 |
| 04 - 08 - 2013 | SV Darmstadt 98          | Borussia Mönchengladbach | 0 - 0 (a. p.) (t.a.b. 5 - 4) |
| 04 - 08 - 2013 | Arminia Bielefeld        | Eintracht Brunswick      | 2 - 1                        |
| 04 - 08 - 2013 | SC Victoria Hamburg      | Hanovre 96               | 0 - 2                        |
| 04 - 08 - 2013 | SV Schott Jena           | Hambourg SV              | 0 - 4                        |
| 04 - 08 - 2013 | SC Wiedenbrück 2000      | Fortuna Düsseldorf       | 1 - 0                        |
| 04 - 08 - 2013 | Optik Rathenow           | FSV Francfort            | 1 - 3 (a.p.)                 |
| 04 - 08 - 2013 | BFC Dynamo               | VfB Stuttgart            | 0 - 2                        |
| 04 - 08 - 2013 | VfR Neumünster           | Hertha BSC Berlin        | 2 - 3 (a.p.)                 |
| 04 - 08 - 2013 | FV Illertissen           | Eintracht Francfort      | 0 - 2                        |
| 04 - 08 - 2013 | Preußen Münster          | FC St. Pauli             | 1 - 0                        |
| 04 - 08 - 2013 | SV Sandhausen            | 1. FC Nuremberg          | 1 - 1 (a.p.) (t.a.b. 4 - 3)  |
| 05 - 08 - 2013 | MSV Duisbourg            | SC Paderborn 07          | 2 - 3                        |
| 05 - 08 - 2013 | Jahn Regensburg          | 1. FC Union Berlin       | 1 - 2                        |
| 05 - 08 - 2013 | FC Nöttingen             | FC Schalke 04            | 0 - 2                        |
| 05 - 08 - 2013 | BSV Rehden               | Bayern Munich            | 0 - 5                        |

## Deuxième tour
Les résultats du deuxième tour
| Date           | Domicile             | Extérieur            | score        |
| -------------- | -------------------- | -------------------- | ------------ |
| 24 - 09 - 2013 | SC Wiedenbrück 2000  | SV Sandhausen        | 1 - 3        |
| 24 - 09 - 2013 | TSV 1860 Munich      | Borussia Dortmund    | 0 - 2 (a.p.) |
| 24 - 09 - 2013 | VfL Wolfsbourg       | VfR Aalen            | 2 - 0        |
| 24 - 09 - 2013 | Preußen Münster      | FC Augsbourg         | 0 - 3        |
| 24 - 09 - 2013 | Arminia Bielefeld    | Bayer Leverkusen     | 0 - 2        |
| 24 - 09 - 2013 | Hambourg SV          | SpVgg Greuther Fürth | 1 - 0        |
| 24 - 09 - 2013 | 1899 Hoffenheim      | Energie Cottbus      | 3 - 0 (a.p.) |
| 24 - 09 - 2013 | 1. FSV Mayence 05    | 1. FC Cologne        | 0 - 1        |
| 25 - 09 - 2013 | 1. FC Saarbrücken    | SC Paderborn 07      | 2 - 1        |
| 25 - 09 - 2013 | Eintracht Francfort  | VfL Bochum           | 2 - 0        |
| 25 - 09 - 2013 | FSV Francfort        | FC Ingolstadt        | 0 - 2        |
| 25 - 09 - 2013 | 1. FC Kaiserslautern | Hertha BSC Berlin    | 3 - 1        |
| 25 - 09 - 2013 | VfL Osnabrück        | 1. FC Union Berlin   | 0 - 1        |
| 25 - 09 - 2013 | SV Darmstadt 98      | FC Schalke 04        | 1 - 3        |
| 25 - 09 - 2013 | Bayern Munich        | Hanovre 96           | 4 - 1        |
| 25 - 09 - 2013 | SC Fribourg          | VfB Stuttgart        | 2 - 1        |

## 1/8 de finale
| Locaux              | Score | Visiteurs               |
| ------------------- | ----- | ----------------------- |
| 1. FC Union Berlin  | 0 - 3 | 1. FC Kaiserslautern    |
| Hambourg SV         | 2 - 1 | 1. FC Köln              |
| FC Schalke 04       | 1 - 3 | TSG 1899 Hoffenheim     |
| 1. FC Sarrebruck    | 0 - 2 | BV 09 Borussia Dortmund |
| SC Fribourg         | 1 - 2 | Bayer 04 Leverkusen     |
| VfL Wolfsbourg      | 2 - 1 | FC Ingolstadt 04        |
| Eintracht Francfort | 4 - 2 | SV Sandhausen           |
| FC Augsbourg        | 0 - 2 | Bayern Munich           |

## 1/4 de finale
| Locaux              | Score | Visiteurs         |
| ------------------- | ----- | ----------------- |
| Eintracht Francfort | 0 - 1 | Borussia Dortmund |
| TSG 1899 Hoffenheim | 2 - 3 | VfL Wolfsbourg    |
| Hambourg SV         | 0 - 5 | Bayern Munich     |
| Bayer Leverkusen    | 0 - 1 | FC Kaiserslautern |

## 1/2 finale
| Locaux            | Score | Visiteurs         |
| ----------------- | ----- | ----------------- |
| Borussia Dortmund | 2 - 0 | VfL Wolfsbourg    |
| Bayern Munich     | 5 - 1 | FC Kaiserslautern |

## Finale
La finale se joue le samedi 17 mai 2014, sur le terrain du stade olympique de Berlin (Olympiastadion Berlin).
| Finale                     | Borussia Dortmund | 0 - 2   | Bayern Munich                            | Stade olympique de Berlin                      |                                                |
| Samedi 17 mai 2014 20 h 00 |                   | (0 - 0) | 107e Arjen Robben · 120+3e Thomas Müller | Spectateurs : 76 197 Arbitrage : Florian Meyer | Spectateurs : 76 197 Arbitrage : Florian Meyer |
| Samedi 17 mai 2014 20 h 00 | Rapport           |         |                                          | Spectateurs : 76 197 Arbitrage : Florian Meyer | Spectateurs : 76 197 Arbitrage : Florian Meyer |

## Statistiques

### Meilleurs buteurs
Dernière mise à jour: 26 septembre 2013
| Rang | Joueur              | Club                 | Buts |
| ---- | ------------------- | -------------------- | ---- |
| 1    | Thomas Müller       | Bayern Munich        | 5    |
| 2    | Roberto Firmino     | Hoffenheim           | 3    |
| 2    | Vedad Ibišević      | VfB Stuttgart        | 3    |
| 2    | Mohammadou Idrissou | 1. FC Kaiserslautern | 3    |
| 2    | Olivier Occéan      | 1. FC Kaiserslautern | 3    |
| 2    | Sidney Sam          | Bayer Leverkusen     | 3    |
| 2    | Sven Schipplock     | Hoffenheim           | 3    |

### Classement des passeurs
Dernière mise à jour: 26 septembre 2013
| Rang | Joueur          | Club              | Passes |
| ---- | --------------- | ----------------- | ------ |
| 1    | Roberto Firmino | Hoffenheim        | 3      |
| 1    | Jonas Hofmann   | Borussia Dortmund | 3      |
| -    |                 |                   | -      |